# Рупперсвиль
Рупперсвиль (нем. Rupperswil) — коммуна в Швейцарии, в кантоне Аргау.
Входит в состав округа Ленцбург.  Население составляет 4139 человек (на 31 декабря 2007 года). Официальный код  —  4206.